# Arquidiocese de Dacar
A Arquidiocese de Dacar (Archidiœcesis Dakarensis) é uma circunscrição eclesiástica da Igreja Católica situada em Dacar, Senegal. Seu atual arcebispo é André Guèye. Sua Sé é a Catedral de Nossa Senhora da Vitória de Dacar.
Possui 54 paróquias servidas por 186 padres, abrangendo uma população de 4 224 250 habitantes, com 12,4% da dessa população jurisdicionada batizada (522 620 católicos).

## História
O "Vicariato Apostólico da Senegâmbia" foi erigido em 6 de fevereiro de 1863 após a divisão do Vicariato Apostólico das Duas Guinés e Senegâmbia, de onde também se originou o Vicariato Apostólico das Duas Guinés (atual Arquidiocese de Libreville).
Em 18 de outubro de 1897, cedeu uma parte de seu território à ereção da prefeitura apostólica da Guiné Francesa (atual Arquidiocese de Conacri).
Em 27 de janeiro de 1936, assumiu o nome de Vicariato Apostólico de Dacar como resultado da bula Non semel Apostolica do Papa Pio XI.
Em 25 de abril de 1939, cedeu uma parte do seu território para o benefício da ereção da prefeitura apostólica de Zinguinchor (hoje uma diocese).
Em 14 de setembro de 1955 o vicariato apostólico foi elevado à categoria de arquidiocese metropolitana com a bula Dum tantis do Papa Pio XII.
Em 21 de janeiro de 1957 e 6 de fevereiro de 1969, cedeu outras partes de seu território para o benefício da ereção da prefeitura apostólica de Kaolack (atualmente uma diocese) e da Diocese de Thiès.
Recebeu a visita apostólica do Papa João Paulo II em fevereiro de 1992.

## Prelados
|                | Nome                                           | Período    | Notas                                                                   |
| Arcebispos     | Arcebispos                                     | Arcebispos | Arcebispos                                                              |
| -------------- | ---------------------------------------------- | ---------- | ----------------------------------------------------------------------- |
| 5º             | André Guèye                                    | 2025-      | Atual                                                                   |
| 4º             | Benjamin Ndiaye                                | 2014-2025  | Arcebispo emérito                                                       |
| 3º             | Théodore-Adrien Cardeal Sarr                   | 2000-2014  | Arcebispo emérito                                                       |
| 2º             | Hyacinthe Cardeal Thiandoum                    | 1962-2000  |                                                                         |
| 1º             | Marcel-François Marie Joseph Lefebvre, C.S.Sp. | 1955-1962  | Nomeado Arcebispo (título pessoal) de Tulle                             |
| Bispos         |                                                |            |                                                                         |
| 12º            | Marcel-François Marie Joseph Lefebvre, C.S.Sp. | 1947-1955  |                                                                         |
| 11º            | Auguste Grimault, C.S.Sp.                      | 1927-1946  |                                                                         |
| 10º            | Louis Le Hunsec, C.S.Sp.                       | 1920-1926  | Nomeado Prefeito Apostólico do Senégal e Superior geral dos Espiritanos |
| 9º             | Hyacinthe-Joseph Jalabert, C.S.Sp.             | 1909-1920  |                                                                         |
| 8º             | François-Nicolas-Alphonse Kunemann, C.S.Sp.    | 1901-1908  |                                                                         |
| 7º             | Joachim-Pierre Buléon, C.S.Sp.                 | 1899-1900  |                                                                         |
| 6º             | Magloire-Désiré Barthet, C.S.Sp.               | 1889-1898  |                                                                         |
| 5º             | Mathurin Picarda, C.S.Sp.                      | 1887-1889  |                                                                         |
| 4º             | François-Xavier Riehl, C.S.Sp.                 | 1883-1886  |                                                                         |
| 3º             | François-Marie Duboin, C.S.Sp.                 | 1876-1883  |                                                                         |
| 2º             | Jean-Claude Duret, C.S.Sp.                     | 1873-1875  |                                                                         |
| 1º             | Aloyse Kobès, C.S.Sp.                          | 1863-1872  |                                                                         |
| Bispo-auxiliar |                                                |            |                                                                         |
|                | Georges-Henri Guibert, C.S.Sp.                 | 1949-1960  | Nomeado Bispo de Saint-Denis de La Réunion                              |